# 早川知佐
早川 知佐（はやかわ ちさ、1968年 - ）は、日本の実業家、カルビー株式会社常務執行役員・CFO、税理士。

## 人物・経歴
1968年、神奈川県生まれ。1991年3月、立教大学文学部日本文学科卒業。
1991年4月、三洋証券に総合職として入社。この年は男女雇用機会均等法が施行されてまだ4年目であり、当時の金融機関での女性総合職採用は狭き門の中での就職であった。三洋証券では株式公開企業の審査を担当。1996年、日本証券アナリスト協会検定会員合格。1997年11月、同社の経営破綻を受け、退社。1998年、株式会社ファンケルに入社。株式公開準備、株式事務全般、IR業務を担当。
2002年、税理士登録。
2009年、カルビー株式会社入社。2013年、執行役員IR本部長、2014年、執行役員経営企画・IR本部長。2016年、執行役員、東日本事業本部副本部長、2017年、同本部長として東日本の生産から販売までを統括する役割を務める。
2020年、執行役員、財務経理・IR本部 本部長、2022年4月常務執行役員、CFO、財務経理・IR本部 本部長兼務。